# Hendrik Christoffel van de Hulst

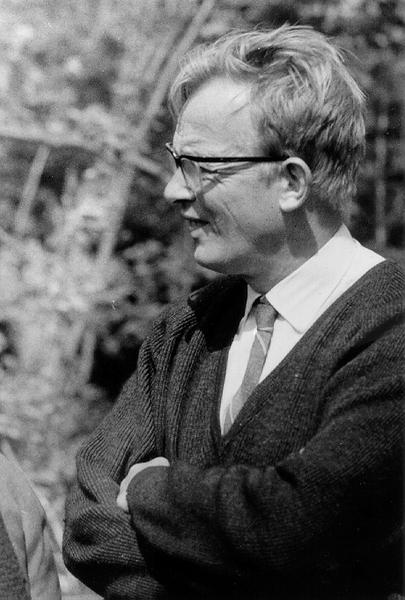
Hendrik Christoffel van de Hulst

Hendrik Christoffel van de Hulst (Utrecht, 19 novembre 1918 – Leyde, 31 juillet 2000) est un astronome néerlandais.

## Biographie
En 1944, alors qu'il est encore étudiant au service de Jan Oort à l'observatoire de Leyde (Leyde, Pays-Bas), il prédit l'existence d'une raie d'émission de 21,1 cm de longueur d'onde (soit 1420,4 MHz), correspondant à la présence d'hydrogène atomique dans le milieu interstellaire. Ce rayonnement est observé pour la première fois en 1951 par Edward Purcell et Harold Ewen.
Depuis, cette découverte est devenue un élément important de la recherche astronomique : puisqu'il n'est pas affecté par la présence de poussières, la mesure de ce rayonnement a permis de cartographier la distribution de l'hydrogène dans la Voie lactée, ainsi que dans d'autres galaxies à mesure que les radiotélescopes devenaient plus performants. Cette mesure, ainsi que celle de l'effet Doppler lié à la raie d'émission, ont conduit à l'hypothèse que la Voie lactée est une galaxie spirale barrée.
Van de Hulst passe la plus grande partie de sa carrière à l'université de Leyde.

## Distinctions et récompenses
Récompenses
- médaille Henry Draper, en 1955
- médaille Eddington, en 1955
- Médaille Rumford, en 1964
- médaille Bruce, en 1978

Éponyme
- L'astéroïde (2413) van de Hulst